# Nilssonia leithii
La tartaruga dal guscio molle di Leith (Nilssonia leithii (Gray, 1872)) è una tartaruga d'acqua dolce della famiglia dei Trionichidi. È uno dei rappresentanti più grandi della sua famiglia, sebbene non raggiunga mai le dimensioni della tartaruga dal guscio molle del Gange.

## Descrizione
Ha un carapace lungo fino a 63 cm, di colore variabile dal grigio al grigio oliva, con un bel disegno giallo, particolarmente pronunciato negli esemplari giovani. Il piastrone è color crema. La testa è verdastra. I maschi si distinguono dalle femmine per la coda più lunga e più spessa.

## Distribuzione e habitat
La tartaruga dal guscio molle di Leith è diffusa dall'India centrale fino all'estremità meridionale del subcontinente indiano. Vive nei fiumi e negli stagni permanenti e predilige quelli con un substrato fangoso.

## Biologia
Finora la sua dieta non è stata sufficientemente studiata. Nello stomaco di un esemplare esaminato sono state trovate lumache e pesci; si ritiene però che mangi anche granchi e molluschi. La sua biologia, però, è quasi sconosciuta.